# Абрахам, Эрар
Эрар Абрахам (фр. Hérard Abraham; 28 июля 1940 — 24 августа 2022) — военный и политический деятель Гаити, временный президент страны в марте 1990 года.

## Биография
В молодом возрасте вступил в ряды вооружённых сил. Дослужился до звания генерал-лейтенанта и стал одним из нескольких военнослужащих в близком окружении президента Жана-Клода Дювалье. Участвовал в перевороте 1986 года против того же Дювалье, а также занимал пост министра иностранных дел в администрации президента Анри Намфи с 1987 по 1988 год. Исполнял обязанности президента Гаити в течение трёх дней в марте 1990 года после уличных беспорядков против режима Проспера Авриля, в результате которых последний бежал из страны. Передал власть через три дня, став единственным военным лидером Гаити XX века, кто сделал это демократическим путём. В январе 1991 года помог подавить переворот, совершённый Роже Лафонтаном.
В том же году Абрахам оставил вооружённые силы и уехал в США. Там он поселился в Майами. Жил рядом с другим бывшим гаитянским политиком, Жераром Латортю, который впоследствии стал премьер-министром. В феврале 2004 года Абрахам сделал радиообращение из Флориды к президенту Жан-Бертрану Аристиду, призывая того сложить полномочия.
После того, как Аристид был вынужден уехать из страны, было создано новое правительство. Латортю был избран на пост премьер-министра и, в свою очередь, назначил Абрахама на пост министра внутренних дел. Последний занимал этот пост с марта 2004 по 31 января 2005 года, а в следующем кабинете получил пост министра иностранных дел, который занимал до 9 июня 2006 года.
Перед смертью Абрахам начал страдать от опухоли головного мозга и умер 24 августа 2022 года в возрасте 82 лет в своём доме в Фермате.